# Linia kolejowa nr 743
Linia kolejowa 743 – jednotorowa, niezelektryfikowana linia kolejowa znaczenia miejscowego w województwie pomorskim, łącząca stację Lipowa Tucholska i stację Szlachta.
Linia powstała w 1930 roku. Umożliwia przejazd z powstałej wówczas magistrali węglowej Bydgoszcz – Gdynia do węzła w Szlachcie, z którego ruch pociągów odbywał się w kierunku Smętowa, Laskowic Pomorskich i Czerska. Realizacja tej linii wiązała się z rezygnacją z budowy w tym rejonie wielkiego węzła kolejowego z parowozownią i warsztatami, podobnego do powstającego równolegle węzła w Zduńskiej Woli Karsznicach.
Z łącznicy tej korzystają pociągi z Bydgoszczy, Tucholi, Laskowic Pomorskich i Wierzchucina do Czerska i Szlachty (ogółem 5 par), natomiast wcześniej kursowały tędy pociągi ze Smętowa, Skórcza i Szlachty do Bydgoszczy, weekendowe pociągi Arriva Express z Bydgoszczy przez Czersk, Gdynię do Gdańska (w niedziele w rozkładzie 2010/2011) oraz w Sylwestra 31 XII 2007/1 I 2008 pociąg specjalny Borovia z Bydgoszczy do Osia.